# NAFO
Logo da NAFO e um "Fella" (@NafoFella)
A North Atlantic Fellas Organization ( NAFO ; um jogo de palavras com a NATO, a Organização do Tratado do Atlântico Norte, significando algo como Organização de Gaj@s do Atlântico Norte ) é um meme da Internet e movimento de média social dedicado a combater a propaganda e a desinformação russas sobre a invasão russa da Ucrânia em 2022.
Além de publicar comentários irreverentes sobre a guerra e memes promovendo a Ucrânia ou troçando do esforço e estratégia de guerra russos (" shitposting "), o grupo também arrecada fundos para os militares ucranianos e outras causas pró-ucranianas. A representação de um "Fella" NAFO é um cão Shiba Inu, muitas vezes usado como um avatar e às vezes descrito como um "cão de desenho animado" ou um "grupo de soldados Shiba Inu". De acordo com o The Economist, "a irreverência da NAFO disfarça o seu papel como uma forma notavelmente bem-sucedida de guerra de informação ".

## História
O meme foi criado em maio de 2022, quando o artista do Twitter @Kama_Kamilia começou a adicionar fotos modificadas de um cachorro Shiba Inu (o "Fella") às fotografias da Ucrânia. A NAFO, como é, foi fundada em 24 de maio de 2022 com um tweet. A raça Shiba Inu tem uma presença significativa na cultura online desde pelo menos 2010 sob o meme ' doge '.
Depois de algum tempo, Kama começou a criar "Fellas" personalizados para pessoas que doavam para a Legião Georgiana . "Fellas" é considerado pela NAFO como um termo de gênero neutro . Membros de serviço atuais e aposentados das Forças Armadas Ucranianas e da OTAN, bem como da Europa Oriental e da diáspora da Europa Oriental, estão fortemente representados entre suas legiões. O jornal alemão Berliner Kurier estima que em setembro de 2022 o grupo incluisse “dezenas de milhar” de associados. Os "Fellas" surgem em várias imagens estáticas editadas e vídeos no estilo TikTok de tropas ucranianas com trilhas sonoras de música de dança, e são colocados em imagens de guerra para troçar das forças militares russas e elogiar os soldados da Ucrânia. A NAFO chama seus oponentes, tanto online como no campo de batalha), de vatniks . Alguns membros da NAFO foram observados com um “foco especial” em desarmar o “whataboutism" na defesa da invasão russa.
Em junho, o grupo ganhou destaque após uma interação no Twitter entre o diplomata russo Mikhail Ulyanov e várias contas da NAFO com cães de desenho animado como avatar. Depois de Ulyanov ter alegado que a invasão russa de 2022 foi justificada pela Ucrânia supostamente estar bombardeando civis no Donbas desde 2014, ocorreu a seguinte troca entre Ulyanov e o fella @LivFaustDieJung: 
Esta resposta foi aproveitada por outros membros da NAFO. A frase "you pronounced this nonsense", ou simplesmente "pronouncing nonsense", passou a ser usada pela NAFO como uma maneira rápida e desdenhosa de troçar de relatos pró-Rússia.
De acordo com o Wall Street Journal, estima-se que a arrecadação de fundos pró-ucraniana do grupo e as vendas de mercadorias totalizem “mais de US$ 1 milhão… embora nenhuma contagem oficial seja mantida”, de modo que a afirmação não pode ser verificada de forma independente. Em agosto de 2022, a NAFO arrecadou dinheiro para o Signmyrocket.com, um site onde as pessoas pagam para ter mensagens personalizadas escritas em projéteis e equipamentos de artilharia ucranianos. A Task & Purpose descreveu o resultado, um canhão 2S7 Pion com a inscrição "Super Bonker 9000" e um adesivo de um taco de beisebol no cano com a inscrição "NAFO-Article 69" como "artilharia autopropulsada que está trazendo memes da internet para a sua forma terrestre."
De acordo com The Economist, "Outro slogan popular - 'What air defence doing?' - troça do fracasso das defesas aéreas russas em impedir um ataque à base aérea de Saky na Crimeia, a 9 de agosto." A origem do meme foi um tweet de citação em “inglês duvidoso”  de @ 200_zoka (com "defesaérea" idiossincraticamente combinada em uma só palavra) reagindo a fotos de fumo subindo de um aeródromo distante.
A emissora alemã ZDF desmascara a noção de que a NAFO é uma operação da Agência Central de Inteligência dos EUA; "O fato de a 'NAFO' ser financiada pela CIA é apenas uma piada autodepreciativa entre os twitteiros".

## Recepção
A NAFO, que pode ser descrita como uma “resposta da sociedade civil ocidental às campanhas russas”, faz parte de uma “batalha pela soberania da interpretação” em espaços online compartilhados. De acordo com o Politico, "Aprofundar-se na NAFO é fazer um curso intensivo sobre como as comunidades on-line, desde o Estado Islâmico ao movimento boogaloo de extrema-direita e a esse bando de guerreiros on-line armaram a cultura da Internet".
O professor de estudos de mídia americano Jaime Cohen argumenta que o movimento NAFO "é um evento tático real contra um estado-nação ". O jornalista anglo-libanês Oz Katerji afirma que a NAFO "prejudicou os propagandistas russos, fazendo-os parecer absurdos e ridículos ao mesmo tempo". O embaixador da Ucrânia na Austrália e Nova Zelândia , Vasyl Myroshnychenko, notou que a natureza descentralizada e de base da NAFO é uma parte importante da sua força.
De acordo com uma análise, "os memes em grande parte em língua inglesa mantiveram a atenção ocidental na guerra da Ucrânia - atenção que é vital, dada a importância das armas ocidentais para as forças ucranianas". O tenente-coronel americano Steve Speece, do Modern War Institute em West Point, argumenta que "o conteúdo de memes compartilhado nos canais da NAFO... é quase exclusivamente em inglês e presumivelmente não direcionado às audiências russas... Esses espaços existem para gerar conteúdo de entertenimento e estatuto entre os seus membros. No entanto, até a política de segurança nacional ocidental às vezes é explicitamente impulsionada pelas emoções – como indignação – cultivadas em comunidades online.”  Speece argumenta que agitadores online como a NAFO assumem o papel de mau policial em uma dinâmica de bom policial/mau policial com os formuladores de políticas.

De acordo com o Berliner Kurier, "Como a verdadeira OTAN, a NAFO tem um dever de assistência do Artigo 5 . Isso significa que cada "Fella" pode pedir ajuda aos outros se estiver sob ataque ou encontrar desinformação séria. Para isso, os membros da NAFO usam a hashtag #NAFOarticle5 , recebendo depois apoio de outros "Fellas"." Um analista do Conselho Alemão de Relações Exteriores avaliou este sistema como "muito eficaz".

"Fella" publicado pelo Ministério da Defesa Ucraniano (@DefenseU) no Twitter, a 28 de agosto de 2022, em reconhecimento e agradecimento pelo esforço dos membros da NAFO na luta contra a desinformação e propaganda russas

A Rússia implantou fábricas de trolls de forma eficaz no passado; as suas reações confusas à NAFO podem derivar de sua "propaganda ideológica túrgida sobre a Ucrânia". De acordo com a unidade de guerra cibernética do Exército dos EUA, a 780ª Brigada de Inteligência Militar, “para uma comunidade online como a NAFO, a menção hostil de um meio de propaganda oficial de seu alvo é evidência de que seu ridículo está alcançando o efeito desejado”.

## Reconhecimento
A 28 de agosto de 2022, a conta oficial do Twitter do Ministério da Defesa da Ucrânia tweetou a sua apreciação da NAFO, com uma imagem de mísseis sendo disparados e um "Fella" vestido com uniforme de combate, mãos no rosto, em uma postura de apreciação.
Oficiais militares e civis de alto escalão na Ucrânia e nos países da OTAN mudaram os seus avatares do Twitter para um "Fella". A 30 de agosto de 2022, o Ministro da Defesa ucraniano, Oleksii Reznikov, mudou temporariamente seu avatar do Twitter para um Fella encomendado em sua homenagem.
Outros "Fellas" notáveis incluem o ex- presidente da Estónia Toomas Hendrik Ilves, a atual Alta Representante da União Europeia para os Negócios Estrangeiros e a Política de Segurança Kaja Kallas, o Ministro das Relações Exteriores da Lituânia Gabrielius Landsbergis, o Representante dos Estados Unidos Adam Kinzinger, e general do exército dos Estados Unidos Patrick J. Donahoe .